# HTC Titan II
HTC Titan II (стилизован как HTC TITAN II; имел кодовое название HTC Radiant) — смартфон компании HTC. Работал под управлением операционной системы Windows Phone 7.5, а также мог похвастаться самым производительным процессором на тот момент.
HTC Titan II оснащен 4.7 Super LCD экраном, 16 ГБ встроенной памяти, процессором на 1,5 ГГц и гладким дизайном. Помимо этого, HTC Titan II выделялся 16-мегапиксельной задней камерой.

## Технические характеристики[3]
- Размеры 132 x 69×10,2 мм
- Вес 173 г
- Диагональ экрана 4,7 дюйма
- Разрешение экрана 800 x 480 точек (199 ppi)
- Тип экрана S-LCD
- Аккумулятор 1730 мАч
- Процессор 1,5 ГГц, одноядерный, Qualcomm MSM8255T (Snapdragon S2)
- Видеочип Adreno 205
- Оперативная память 512 Мб
- Встроенная память 16 Гб
- Поддержка сменных карт памяти Нет
- Основная камера 16 Мп, f/2.6
- Фронтальная камера 1,3 Мп
- Запись видео 720p HD
- NFC Нет
- Связь Четырёхдиапазонный GSM / EDGE; HSPA+ 850 / 1900 / 2100; LTE 700/1700
- Скорость работы в сети LTE, HSPA+
- Bluetooth 2.1+EDR
- MHL Нет
- Общий интернет (тетеринг) Есть
- FM-радио Есть
- SIM-карта[4]

## Описание
Он был анонсирован во время Международной выставки CES 2012 и был выпущен в США 8 апреля 2012 года по цене 199,99 долларов США по контракту. 
HTC Titan II во многом похож на своего предшественника HTC Titan, хотя у него 16-мегапиксельная (по сравнению с 8) задняя камера и поддержка LTE.

## Восприятие
Дэвид Пирс из The Verge в своем обзоре написал: «В Titan II есть что-то, что нравится, но у него есть два фатальных недостатка: операционная система, которая все еще отстает на цикл. Если вы находитесь на рынке Что касается смартфона, убедитесь, что Windows Phone — это именно та операционная система, которая вам нужна. На данный момент она все еще находится в зачаточном состоянии и значительно отстает от iOS и Android в некоторых ключевых областях». 
Брэд Молен из Engadget в своем обзоре написал: «В целом, у нас очень мало претензий к HTC Titan II. Несмотря на его более неуклюжий дизайн, он, безусловно, может предложить больше, чем его предшественник, который уже считался отличным телефоном, когда был выпущен AT&T всего пять месяцев назад (шесть месяцев, если считать европейский запуск). Но есть ли смысл выкладывать 200 долларов за Windows Phone, который имеет примерно тот же набор функций, что и менее дорогая Nokia Lumia 900, субсидии на которую выходят за рамки наших самых смелых мечтаний? Если вы не любитель фотосъемки, мы считаем, что ваши деньги можно было бы использовать с большей пользой в другом месте».